# Adesmia filipes
Adesmia filipes es una especie de planta floral del género Adesmia, tribu Dalbergieae, subfamilia, Faboideae.

## Distribución
Especie nativa de Argentina. Crece en el bosque subtropical.

## Taxonomía
Fue descrita por A.Gray y publicada en U.S. Expl. Exped., Phan. 1: 425 (1854).
Etimología
Adesmia: del griego a- (sin) y desme (envoltorio), en referencia a los estambres libres.
filipes: epíteto que significa tallo delgado.
Sinónimos homotípicos
- Patagonium filipes (A.Gray) Speg. in Anales Mus. Nac. Buenos Aires 7: 271 (1902).[1]

Sinónimos heterotípicos
- Adesmia filipes var. obcordata Hicken in Physis (Buenos Aires) 2: 17 (1915).[1]
- Adesmia filipes var. obtusifolia Speg. in Revista Fac. Agron. Univ. Nac. La Plata 3: 602 (1897).[1]